# Мстиславский, Михаил Иванович
Михаил Иванович Заславский (Мстиславский) (ум. около 1534) — последний удельный князь Мстиславский (1499—1514, 1515—1529), наместник Витебский (1495), старший сын наместника витебского князя Ивана Юрьевича Заславского. Его младшими братьями были князья Фёдор Заславский (ум. 1539), наместник Витебский (1492), Браславский (1494—1499) и Оршанский (1501—1538), и Богдан Заславский (ум. около 1530), наместник Минский (1499, 1528).

## Биография
Михаил Иванович Заславский вёл своё происхождение от великого князя литовского Гедимина (1316—1341) и его младшего сына Евнутия, получившего в 1347 году в удельное владение от своих старших братьев Ольгерда и Кейстута город Заславль Литовский (Ижеславль). Иван Юрьевич Заславский, отец Михаила, был правнуком Евнутия Гедиминовича. Михаил Иванович Заславский-Мстиславский был ленником и родственником великих князей литовских и королей польских Казимира Ягеллончика, Александра и Сигизмунда Казимировичей.
В 1490/1495 году скончался крупный литовский удельный князь Иван Юрьевич Мстиславский (ок. 1450 — ок. 1490/1495), единственный сын Юрия, внук Лугвения и правнук великого князя литовского Ольгерда. У него было две дочери: Юлиана и Анастасия. Старшая, Юлиана Ивановна Мстиславская, после смерти своего отца унаследовала Мстиславское княжество. Младшая, Анастасия Ивановна Мстиславская была выдана замуж за князя Семена Михайловича Слуцкого (1481—1503).
В 1498/1499 году с согласия великого князя литовского Александра Казимировича Михаил Иванович Заславский женился на княгине Юлиане Ивановне Мстиславской, благодаря браку с которой получил обширное пограничное Мстиславское княжество с городами Мстиславль, Рославль, Радомль, Тетерин, Княжицы, Попова Гора и другие волости.
Михаил Иванович Мстиславский на стороне Великого княжества Литовского участвовал в русско-литовских войнах 1500—1503, 1507—1508, 1514—1522 годах.

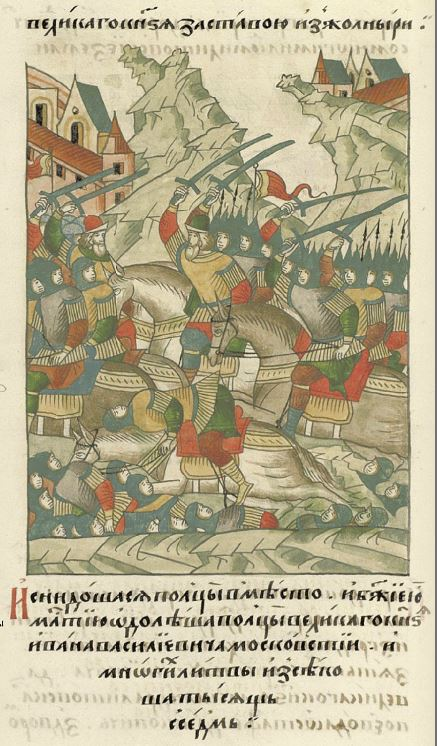
Битва под Мстиславлем. Миниатюра Лицевого летописного свода

Осенью 1501 года великий князь московский Иван III Васильевич организовал большой поход вглубь Великого княжества Литовского. Русские полки под командованием северских служилых князей Василия Ивановича Шемячича и Семена Ивановича Стародубского, московских воевод Семена Ивановича Воронцова и Григория Фёдоровича Давыдова выступили в поход на Мстиславль, захватив который русские воеводы смогли продолжить наступление на Смоленск. 4 ноября 1501 года в битве под Мстиславлем литовское войско под предводительством князя Михаила Ивановича Мстиславского и воеводы Евстафия Дашкевича была разгромлено русскими полками. Литовцы бежали в Мстиславль, потеряв убитыми около семи тысяч человек и все знамёна. Русские воеводы осадили Мстиславль, но не смогли взять его штурмом и вынужден были вернуться в московские владения.
Осенью 1507 года новый великий князь московский Василий III Иванович организовал новый поход на Великое княжество Литовское. В сентябре русская рать под командованием князя Василия Даниловича Холмского и боярина Якова Захарьевича Захарьина вступил в литовские пограниные владения и осадила Мстиславль. Обороной город руководил князь Михаил Иванович Мстиславский. Московские воеводы не смогли взять город штурмом и вынуждены были довольствовать разорением окрестностей.
Летом 1508 года русские полки под предводительством князей Даниила Васильевича Щени-Патрикеева, Василия Ивановича Шемячича и Михаила Львовича Глинского разорили окрестности Мстиславля, Кричева и Дубровны.
В августе 1514 года после взятия русскими войсками Смоленска великий князь московский Василий III Иванович отправил полки под командованием князей Михаила Даниловича Щенятева и Ивана Михайловича Воротынского на Мстиславль. Князь Михаил Иванович Мстиславский, не имея сил для сопротивления, вышел из своей столицы и прибыл к московским воеводам. Михаил Мстиславский «бил челом» Василию III Ивановичу и принес перед воеводами клятву на верность великому князю московскому. В сопровождении русских воевод Михаил Иванович Мстиславский прибыл в Смоленск, где был принят самим великим князем московским Василием III. Михаил Мстиславский вместе со свои удельным княжеством перешёл на службу к великому князю московскому, который утвердил за ним его же вотчину, наградил и отпустил назад в Мстиславль. Вслед за Мстиславлем города Дубровно и Кричев добровольно принесли присягу на верность великому князю московскому.
«Того же августа в 7 день послал князь великий боярина своего и воеводу князя Михаила Даниловича Сченятева, да князя Ивана Михайловича Воротынского, и иных своих воевод, да князей и бояр смоленских со многими людьми ко Мстиславлю на князя Михаила Мстиславльского. И князь Михайло, послышав великаго князя воевод, да их встретил и бил челом, чтобы государь князь великий пожаловал, взял его к себе в службу и с вотчиною, да и крест воеводам на том целовал со всеми своими людьми, и к великому князю с воеводами поехал. И великий князь государь пожаловал князя Михаила, к себе в службу и с его вотчиною принял, и жаловал его портисчи и деньгами и его бояр и детей боярских, и в вотчину его ко Мстиславлю отпустил».
В сентябре 1514 года после разгрома литовско-польскими войсками русской рати в битве под Оршей князь Михаил Иванович Мстиславский со своим удельным княжеством вернулся на службу к великому князю литовскому и королю польскому Сигизмунду Казимировичу. Его примеру последовали жители Дубровны и Кричева, которые также передались литовцам.
«Тогда же и князь Михайло Ижеславской изменил, ко государю великому князю преступил крестное целование и отступил от православнаго великаго государя и со Мстиславлем к литовскому королю Жигимонту. Також сотвориша кричавленя и дубровленя, измениша к великому князю государю и крестное целование преступиша, отступиша к королю».
В результате русско-литовских войн князь Михаил Иванович Мстиславский потерял значительную часть своего княжества (Дроков, Мглин, Попова Гора и Рославль), которая отошла к Великому княжеству Московскому.
В июле 1526 года старший сын Михаила Ивановича Мстиславского — Фёдор уехал из Литвы и поступил на службу к великому князю московскому Василию III Ивановичу, который в 1529 году женил его на своей племяннице Анастасии Петровне. Фёдор Михайлович, взяв фамилию Мстиславский, занял видное положение при дворе великого князя московского, но потерял владетельные права на Мстиславское княжество в Литве. Фёдор Михайлович Мстиславский (ум. 1540) получил от великого князя московского в «кормление» города Малоярославец и Каширу.
В том же 1526 году после бегства старшего сына Фёдора в Москву и смерти младшего сына Василия князь Михаил Иванович Мстиславский вынужден был уступить Мстиславское княжество великому князю литовскому и королю польскому Сигизмунду Казимировичу Старому, но выговорил себе право получения доходов со своих прежних княжеских владений.
После смерти князя Михаила Ивановича Мстиславского его оставшиеся владения были разделены между его дочерьми. Род князей Мстиславских продолжил своё существование в Русском государстве.

## Семья
Михаил Иванович Мстиславский был дважды женат. В 1498/1499 году первым браком женился на княгине Юлиане Ивановне Мстиславской (ок. 1475—1499), дочери князя Ивана Юрьевича Мстиславского (ум. 1490/1495). Дети от первого брака:
- Марина Мстиславская (ум. 1563), 1-й муж Юрий Григорьевич Остик, 2-й муж Николай Петрович Кишка
- Томила (Варвара) Мстиславская (ум. 1555), 1-й муж Матвей Никитинич, 2-й муж князь Андрей Васильевич Соломерецкий (ум. 1541), 3-й муж князь Ян Янович Заберезенский (ум. 1543)
- Анастасия Мстиславская (ум. 1580), 1-й муж Григорий Григорьевич Остик (ум. 1557), 2-й муж воевода трокский, князь Стефан Семенович Збаражский (ум. 1586)
- Аграфена (Богдана) Мстиславская (ум. 1565), 1-й муж с 1546 года князь Андрей Михайлович Сангушко (ум. 1560), 2-й муж с 1562 года Андрей Никодимович Цеханевецкий.

Вторично женился на княжне Василисе Ивановне Гольшанской (ум. около 1554), дочери князя Ивана Юрьевича Гольшанского-Дубровицкого (ум. 1481) и княгини Анны Михайловны Чарторыйской. Дети от второго брака:
- Фёдор Михайлович Мстиславский (ум. 1540), князь Мстиславский и Радомский, московский воевода и боярин
- Василий Михайлович Мстиславский (ум. 1526).